# Боулінг-Грін (Вірджинія)
Боулінг-Грін (англ. Bowling Green) — місто (англ. town) в США, в окрузі Керолайн штату Вірджинія. Населення — 1168 осіб (2020).

## Географія
Боулінг-Грін розташований за координатами 38°3′13″ пн. ш. 77°20′52″ зх. д. / 38.05361° пн. ш. 77.34778° зх. д. (38.053499, -77.347660).  За даними Бюро перепису населення США в 2010 році місто мало площу 4,26 км², з яких 4,19 км² — суходіл та 0,07 км² — водойми.

## Демографія
Згідно з переписом 2010 року, у місті мешкало 1111 особа в 440 домогосподарствах у складі 290 родин. Густота населення становила 261 особа/км².  Було 482 помешкання (113/км²).
Расовий склад населення:
| - 74,3 % — білих - 22,0 % — чорних або афроамериканців - 0,6 % — азіатів - 0,1 % — корінних американців |

До двох чи більше рас належало 2,3 %. Частка іспаномовних становила 2,3 % від усіх жителів.
За віковим діапазоном населення розподілялося таким чином: 17,7 % — особи молодші 18 років, 55,9 % — особи у віці 18—64 років, 26,4 % — особи у віці 65 років та старші. Медіана віку мешканця становила 49,0 року. На 100 осіб жіночої статі у місті припадало 80,4 чоловіків;  на 100 жінок у віці від 18 років та старших — 76,8 чоловіків також старших 18 років.
Середній дохід на одне домашнє господарство  становив 58 894 долари США (медіана — 53 405), а середній дохід на одну сім'ю — 67 733 долари (медіана — 55 000). За межею бідності перебувало 16,6 % осіб, у тому числі 28,2 % дітей у віці до 18 років та 10,3 % осіб у віці 65 років та старших.
Цивільне працевлаштоване населення становило 474 особи. Основні галузі зайнятості: освіта, охорона здоров'я та соціальна допомога — 20,7 %, роздрібна торгівля — 18,8 %, публічна адміністрація — 16,9 %.